# Tylobolus uncigerus
Tylobolus uncigerus är en mångfotingart som först beskrevs av Charles Thorold Wood 1864.  Tylobolus uncigerus ingår i släktet Tylobolus och familjen Spirobolidae. Inga underarter finns listade i Catalogue of Life.